# Tammam Salam
Tamman Salam (em árabe, تمّام صائب سلام‎‎) (Beirute, 13 de maio de 1945) é um político libanês que foi o primeiro-ministro do Líbano de fevereiro de 2014 até dezembro de 2016. Ele também atuou como presidente interino do Líbano desde maio de 2014 até outubro de 2016. Ele já atuou no governo do Líbano como Ministro da Cultura de 2008 a 2009.